# Lagorchestes leporides
Lagorchestes leporides là một loài động vật có vú trong họ Macropodidae, bộ Hai răng cửa. Loài này được Gould mô tả năm 1840.

## Hình ảnh

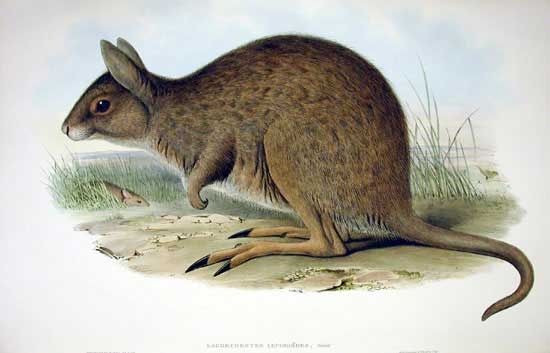
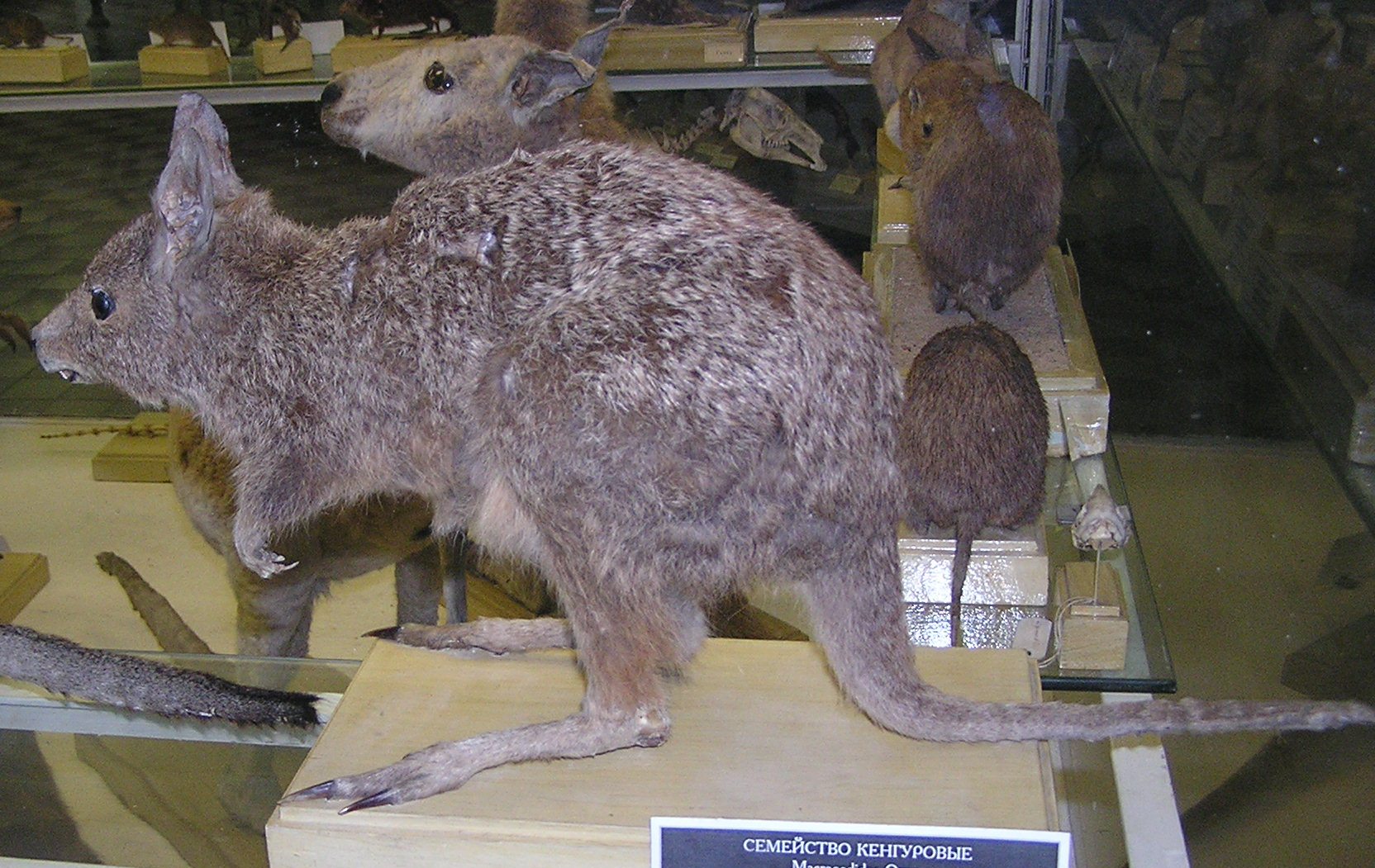